# Interdelta mediafricana
Interdelta mediafricana är en fjärilsart som beskrevs av Emilio Berio 1964. Interdelta mediafricana ingår i släktet Interdelta och familjen nattflyn. Inga underarter finns listade i Catalogue of Life.